# 3e brigade mécanisée lourde
Pour les articles homonymes, voir 3e brigade.
La 3e brigade de chars, de son nom complet la 3e brigade séparée de chars « de Fer » (ukrainien : 3-тя окрема танкова Залізна бригада, abrégé en 3 ОТБр ; numéro d'unité militaire А2573), qui peut être aussi traduit par 3e brigade blindée, est une grande unité blindée des troupes terrestres des Forces armées de l'Ukraine.

## Historique

### Création
La brigade est formée en 2016 pour servir d'unité du corps de réserve : en-dehors des exercices, elle n'a que très peu d'hommes (seuls les cadres étaient professionnels), en attendant la mobilisation des réservistes (qui s'entraînent lors des périodes annuelles de 45 jours) et conscrits. Elle est surtout composée des 9e, 10e et 11e bataillons de chars à Goncharivsk (camp dans l'oblast de Tchernihiv), Bila Tserkva (dans l'oblast de Kiev) et Novohrad-Volynski (l'actuelle Zviahel dans l'oblast de Jytomyr). L'une des tâches prioritaires lors des exercices est d'acquérir l'interopérabilité opérationnelle nécessaire avec des unités similaires de l'OTAN. En mai 2019, l'état-major général ukrainien décide de transformer cette unité de réserve en unité d'active, effectif en septembre 2021, avec des chars T-72.

### Invasion russe de l'Ukraine

#### Secteurs d'Izioum et de Zaporijia (février - octobre 2022)

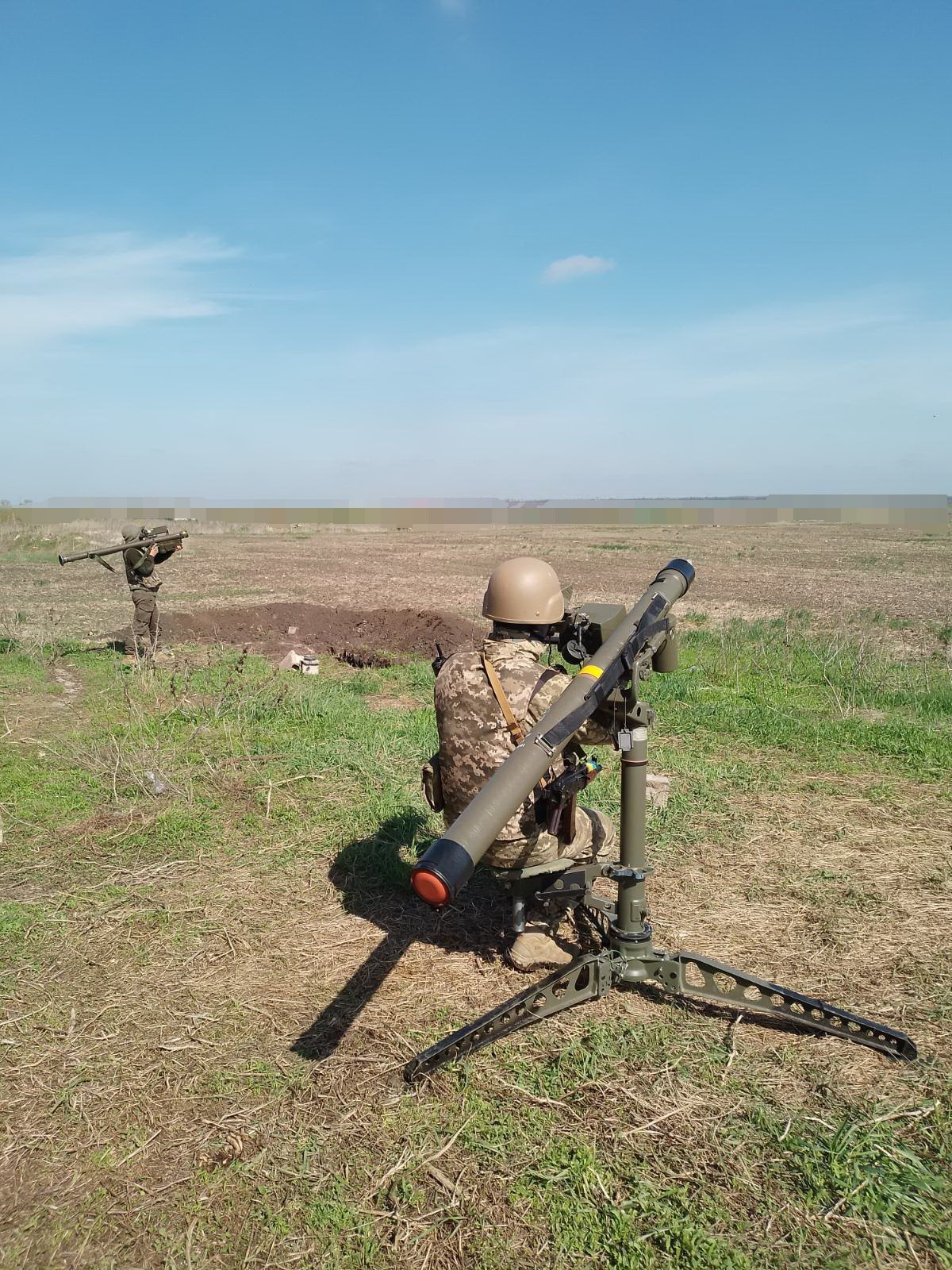
mai 2022 : avec un missile Mistral.

Lors de l'invasion russe la 3e brigade de chars est d'abord rapidement complétée en effectif pendant quelques jours. Ces éléments sont ensuite envoyés en différents lieux du front. Une compagnie est envoyée en renfort autour de Kiev dès le 28 février 2022 où elle couvre la défense de la capitale en direction de Fastiv (sud-ouest de Kiev). D'autres éléments (dont au moins un bataillon de chars, le 2e bataillon d'artillerie automotrice et la compagnie de reconnaissance) sont déployés dans la région de Kharkiv où dès le 15 mars, ils sont engagés dans de violents combats lors de la bataille d'Izioum. De violents combats éclatent près de Topolske, villages traversés par l'autoroute P79/E40 et la route T-2122 à 1km au sud du Donets. La brigade tente de reprendre le village aux Russes en appuyant la 25e brigade aéroportée; parvenant à détruire plusieurs chars russes. Le 30 mars, un équipage de char de la 3e brigade s'illustre aux côtés d'une unité du 8e bataillon de la 10e brigade d'assaut de montagne. Alors qu'une colonne de la 15e brigade de fusiliers motorisés russe s'avance dans la ville de Nova Basan (uk), le char positionné en embuscade engage les blindés russes parvenant à détruire trois blindés BTR-82 et un char. Une partie de l'affrontement, filmé par un drone, sera largement relayé sur les réseaux sociaux.
La 3e brigade participe durant le mois d'avril aux opérations visant à boucher la brêche vers Sloviansk aux côtés de la 95e brigade d'assaut aérien. D'autres unités (dont au moins le bataillon de chars « Arnaut ») de la brigade sont envoyés sur le front de Zaporijjia, faiblement défendu pour stabiliser la situation. Ils défendent la zone entre Orikhiv et Houliaïpole pendant plusieurs mois. En juin, un des bataillons est positionné en face de Balaklia vers Krynychne.
Le 24 août, l'unité reçoit le titre honorifique de « brigade de fer » («Залізна»). En septembre 2022, la 3e brigade est engagée dans l'offensive de Kharkiv. La 71e brigade de chasseurs et le 518e bataillon de la 1re brigade spéciale « Ivan Bohun » appuyés par le 10e bataillon de la 3e brigade attaque au sud de Balaklia le long de la T2110 et doivent contourner le centre urbain pour l'encercler. Le bataillon bute d'abord sur Shchurivka où ils affrontent le 7e régiment de fusiliers motorisés russe puis renouvelle l'assaut et perce la ligne. Ils libèrent la localité de Nova Husarivka (uk) le 7 septembre puis de Bairak et enfin celle de Balaklia avec le Régiment Kraken. Le 12 septembre, la brigade atteint Koupiansk.

#### Front de l'est (depuis octobre 2022)
Durant le reste de la guerre, la brigade est éclatée, dispersant ces trois bataillons de chars afin qu'ils servent d'appuis aux unités plus légères. Le 10e bataillon de chars reste positionné dans le secteur de Koupiansk, avec le 36e bataillon de fusiliers et le 2e bataillon de fusiliers, au nord de la localité, le long de la rivière Oskil où le front est gelé. Leur artillerie frappe les positions russes de l'autre côté de la rive autour des localités de Tavil'zhanka (uk), Dvorichne (Ukraine) (uk), Bohdanivske (raïon de Koupiansk) (uk). Des éléments de la brigade sont également dans le Donbass, localisés à Niou-Iork, Bakhmout, puis Avdiïvka entre octobre et décembre 2022 (probablement des unités d'artillerie). Un autre bataillon de chars et le 1er bataillon de fusiliers sont dans le secteur de Siversk où les Russes butent sur le village de Bilohorivka. Enfin, le bataillon « Arnaut » est présent dans le secteur de Velyka Novossilka.
Le 9 septembre 2024, des membres de la 3e brigade blindée ukrainienne ont neutralisé un drone de reconnaissance russe Orlan-10 à une altitude record de 3 620 mètres

## Structure depuis 2022

### Ordre de bataille
3rd Tank Brigade et : Order of Battle Deep Dive – 3rd Tank Brigade.

### Matériel et équipement
- bataillons de chars : équipés de  T-72AMT, T-72B, T-72AV et T-84 Oplot
- bataillon mécanisé : doté de blindés BMP-1
- compagnie de reconnaissance : équipée de véhicules GAZ-66[4]
- groupe d'artillerie : le 1er bataillon avec des pièces 2S1 Gvozdika, le 2e des  2S3 Akatsia